# Élections fédérales suisses de 1848
Les élections fédérales suisses de 1848 se sont déroulées sur plusieurs jours entre le 1er octobre 1848 et le 27 octobre 1848 pour élire les 111 premiers députés du nouvel état fédéral siégeant au Conseil national (chambre basse) et les 44 députés siégeant au Conseil des États (chambre haute) après la fin de la Confédération des XXII cantons (1813–1848), pour une durée de mandature de trois ans.

## Contexte

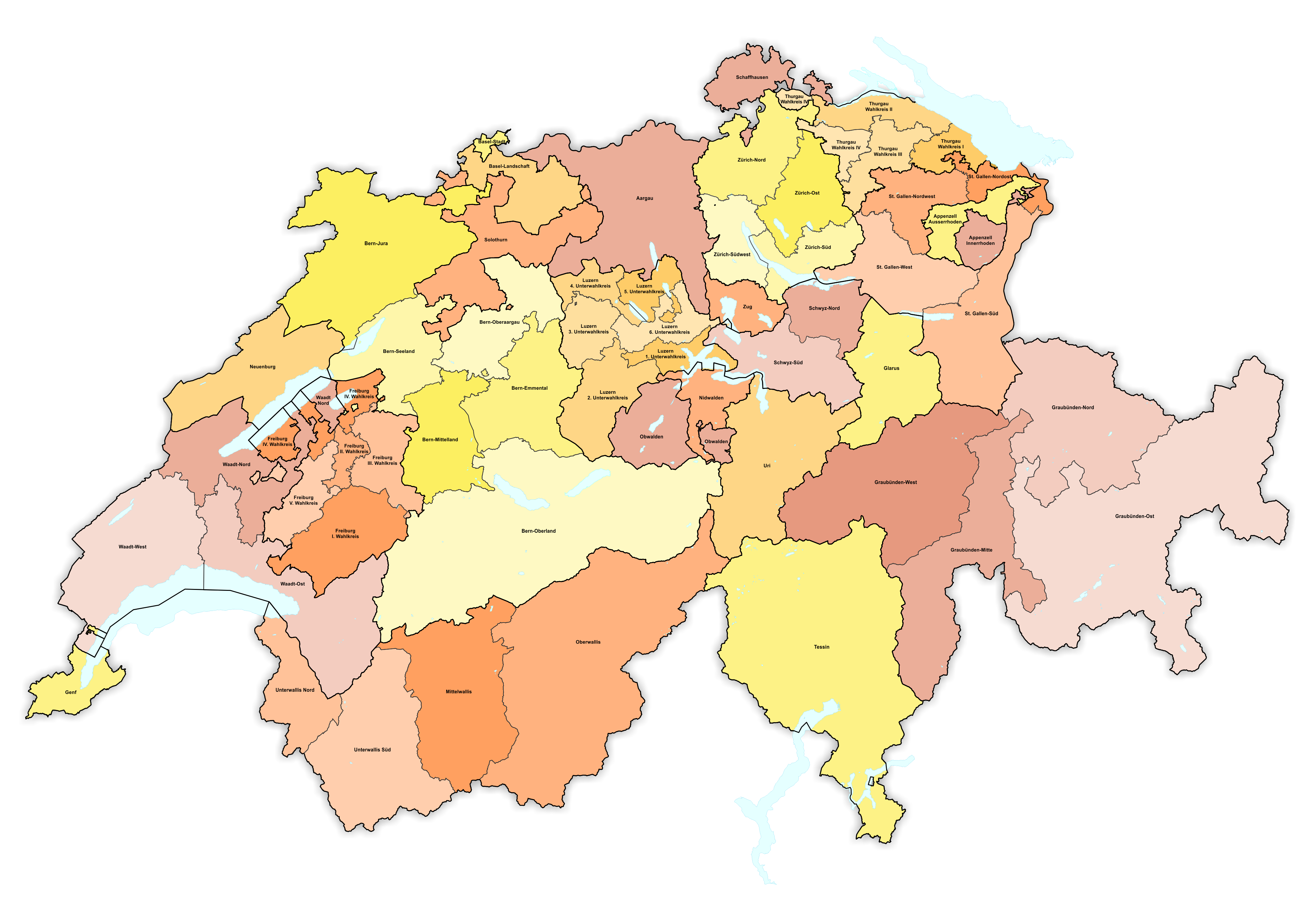
Les 52 premières circonscriptions de la Ire Législature fédérale.

Ces élections sont les premières élections organisées dans le pays nouvellement organisé en État fédéral et sont plus ou moins improvisées. En effet, aucun texte législatif ne règle les modalités précises pour cette élection, et seul un Arrêté de la Diète du 14 septembre 1848 invitait les cantons à procéder à la nomination de leurs représentants pour cette toute première législature avant le lundi 6 novembre 1848 afin qu'à cette ouverture de la législature, les membres du parlement soient nommés, désignés ou élus.
Comme le dispose alors l'article 61 de la Constitution de 1848, « Le Conseil national se compose des députés du Peuple suisse, élus à raison d’un membre par chaque 20,000 âmes de la population totale». C'est l'article 69 de la même constitution qui dispose que « Le Conseil des États se compose de quarante-quatre députés des Cantons. Chaque Canton nomme deux députés ; dans les Cantons partagés, chaque demi-État en élit un»      .
C'est au système majoritaire que furent élus les 111 Conseillers nationaux, répartis parmi 52 circonscriptions électorales, aujourd'hui au nombre de 26, à savoir une par canton. Seuls les hommes de plus de 20 ans et ayant droit de cité furent autorisés à voter. 
C'est également au système majoritaire que furent élus les 44 Conseillers aux États. Ces derniers furent élus, nommés ou désignés via des procédures internes à chaque canton et la plupart furent élus, nommés ou désignés par des Grands électeurs, à savoir les membres des différents Grands Conseils (parlements cantonaux).
Sur 512 691 hommes ayant droit de cité, 228 877 prirent part aux élections, ce qui représente un taux de participation de 44,6 %. Toutefois, ces chiffres ne tiennent pas compte la participation dans 6 cantons (AI, AR, GL, OW, NW et UR) où les conseillers nationaux furent élus par les Landsgemeinden cantonales respectives. Dans les 46 autres circonscriptions, il fallut plus de 70 tours de scrutins pour élire les 105 députés restants.
Les élections débouchèrent sur une écrasante victoire des Radicaux, partisans et pères de l'État fédéral de 1848 et vainqueurs de la Guerre du Sonderbund, dernière guerre civile helvétique, terminée un an plus tôt, le 29 novembre 1847. Les Radicaux vont peser sur la politique fédérale et obtenir la majorité absolue jusqu'aux élections fédérales suisses de 1866, date à laquelle ils perdront la majorité absolue. Ils continueront d'être la première formation (organisée ensuite en parti) en nombre de sièges jusqu'aux élections fédérales de 1935 où ils seront pour la première fois devancés en nombre de sièges par les socialistes.

## Législature 1848-1851
Les liens (et couleurs) renvoient sur les partis héritiers actuels de ces formations politiques d'antan. Certaines formations sont passées de gauche au centre-droit (GR et CL ⇒ PLR), d'autres de la droite au centre-droit (PCC ⇒ PDC) ou au centre-gauche (DE ⇒ PEV). La Gauche Démocratique est restée à gauche aujourd'hui à travers les mouvements socialistes.
|  | Formations («Partis»)         | Sigles | Tendances politiques                           | Sièges au CN | Sièges au CE |
|  | ----------------------------- | ------ | ---------------------------------------------- | ------------ | ------------ |
|  | Gauche Radicale               | GR     | Radicaux, Radicaux-démocrates, Gauche          | 79           | 30           |
|  | Centre Libéral                | CL     | Libéraux, Modérés, Libéraux-démocrates, Centre | 11           | 8            |
|  | Parti catholique conservateur | PCC    | Conservateurs catholiques, Droite              | 9            | 6            |
|  | Droite Évangélique            | DE     | Conservateurs réformés, Droite                 | 6            | -            |
|  | Gauche Démocratique           | GD     | Démocrate, Gauche                              | 6            | -            |

## Résultats au Conseil national dans les cantons
| Canton             | Total | GD | GR | CL | DE | PCC |
| ------------------ | ----- | -- | -- | -- | -- | --- |
| Zurich             | 12    | 1  | 10 | -  | 1  | -   |
| Berne              | 20    | -  | 13 | 3  | 4  | -   |
| Lucerne            | 6     | -  | 4  | 1  | -  | 1   |
| Uri                | 1     | -  | -  | -  | -  | 1   |
| Schwytz            | 2     | -  | -  | 1  | -  | 1   |
| Nidwald            | 1     | -  | -  | -  | -  | 1   |
| Obwald             | 1     | -  | -  | -  | -  | 1   |
| Glaris             | 1     | -  | 1  | -  | -  | -   |
| Zoug               | 1     | -  | -  | -  | -  | 1   |
| Fribourg           | 5     | -  | 4  | 1  | -  | -   |
| Soleure            | 3     | -  | 3  | -  | -  | -   |
| Bâle Campagne      | 2     | 1  | 1  | -  | -  | -   |
| Bâle-Ville         | 1     | -  | -  | 1  | -  | -   |
| Schaffhouse        | 2     | -  | 2  | -  | -  | -   |
| Rhodes-Extérieures | 2     | -  | 2  | -  | -  | -   |
| Rhodes-Intérieures | 1     | -  | -  | -  | -  | 1   |
| Saint Gall         | 8     | -  | 6  | 2  | -  | -   |
| Grisons            | 4     | -  | 2  | 1  | 1  | -   |
| Argovie            | 9     | -  | 8  | 1  | -  | -   |
| Thurgovie          | 4     | 2  | 2  | -  | -  | -   |
| Tessin             | 6     | -  | 6  | -  | -  | -   |
| Vaud               | 9     | 2  | 7  | -  | -  | -   |
| Valais             | 4     | -  | 2  | -  | -  | 2   |
| Neuchâtel          | 3     | -  | 3  | -  | -  | -   |
| Genève             | 3     | -  | 3  | -  | -  | -   |
|                    | 111   | 6  | 79 | 11 | 6  | 9   |